# Euodia whitmorei
Euodia whitmorei är en vinruteväxtart som beskrevs av Thomas Gordon Hartley. Euodia whitmorei ingår i släktet Euodia och familjen vinruteväxter. Inga underarter finns listade i Catalogue of Life.